# 확률론

주사위를 던져서 얻는 결과는 확률변수로 나타낼 수 있다.

확률론(영어: probability theory)은 확률에 대해 연구하는 수학의 한 분야이다. 확률론은 비결정론적 현상을 수학적으로 기술하는 것을 목적으로 하며, 주요 연구 대상으로는 확률 변수, 확률 과정, 사건 등이 있다. 확률론은 통계학의 수학적 기초이다. 또한 인간은 살아가기 위해 매 순간 직접적으로 예측할 수 없는 방법으로 변화하는 환경에 대처하여 결정을 내릴 필요가 있으며, 이는 의식적으로나 무의식적으로나 확률론에 기반한다. 통계역학 등에서, 완전한 정보가 알려지지 않은 복잡계를 기술하는 데에도 확률론적 방법론은 큰 역할을 한다. 이에 더해 20세기 초에 등장한 물리학 이론인 양자역학은, 미시계의 물리적 현상이 근본적으로 확률적인 본질을 갖고 있음을 알려주었다.

## 수학적 확률(선험적 확률)
수학적 확률(mathematical probability)은 각 사건이 발생하는 확률이 같다는 것으로, 시행에 대해서 일어날 수 있는 모든 경우의 수가 N가지이고, 어떤 사건이 일어나는 경우의 수가 K가지일 때, 어떤 사건이 일어나는 확률이 {\displaystyle {\frac {K}{N}}}인 것을 뜻하며, 선험적 확률이라고도 한다.
예를 들어 주사위 하나를 던질 때 나올 수 있는 경우의 수는 총 1, 2, 3, 4, 5, 6으로 6가지이고 1이 나오는 경우의 수는 1가지이다. 따라서 수학적 확률에 따르면 주사위 눈 1이 나올 확률은 {\displaystyle {\frac {1}{6}}}이다.

## 통계적 확률(경험적 확률)
어떤 시행의 경우 수학적 확률처럼 각 사건이 같은 정도로 일어날 것이라고 할 수 없는 경우들이 있다. 예를 들어 주사위를 실제로 6번 던져보면 1, 2, 3, 4, 5, 6이 각각 한번씩 나오리라는 보장은 없다. 따라서 실제로 같은 시행을 여러 번 반복하여 얻을 수 있는 횟수를 통해 나오는 확률이 통계적 확률(empirical probability)이다.

## 큰수의 법칙
큰수의 법칙(law of large number)은 통계적 확률과 수학적 확률 사이의 관계를 나타내는 정리이며, 대수의 법칙이라고도 한다. 큰수의 법칙은 "어떤 독립시행에서 사건 K가 일어날 횟수를 k라고 하고 시행 횟수를 n이라고 하면, 통계적 확률에 따른 확률 {\displaystyle {\frac {k}{n}}}는 n이 한없이 커질 때 {\displaystyle {\frac {k}{n}}}는 일정한 값 a에 가까워진다"가 된다. 따라서 위의 설명을 식으로 나타내 보면
P(A)= {\displaystyle \lim _{n\to \infty }{\frac {k}{n}}}
와 같다.

## 용어
- 실험: 관찰하거나 측정값을 얻는 과정.
- 사건: 실험의 결과.
  - 기본사건: 둘 이상의 다른 사건들로 나뉠 수 없는 사건.
- 표본 공간: 실험의 결과로 얻어진 모든 기본사건들의 집합.

## 참고 문헌
- 김종호; 이기성 (2008년 2월 25일). 《확률론》 개정판. 자유아카데미. ISBN 978-897338686-4.
- 김진경 (2011년 6월 30일). 《확률론 강의》. 자유아카데미. ISBN 978-897338891-2.
- 이성백 (2002년 4월 10일). 《확률론》. 세경사. ISBN 978-897127077-6.
- Bauer, Heinz (2001). 《Measure and integration theory》 (영어). Berlin: De Gruyter. ISBN 3110167190.
- Billingsley, Patrick (1995). 《Probability and measure》 (영어) 3판. John Wiley & sons. ISBN 0-471-00710-2.
- Durrett, Richard (2004). 《Probability: theory and examples》 (영어) 4판. Cambridge University Press. ISBN 0521765390.

## 같이 보기
- 통계학
- 큰 수의 법칙
- 중심극한정리